# Armando Cossutta
Armando Cossutta (ur. 2 września 1926 w Mediolanie, zm. 14 grudnia 2015 w Rzymie) – włoski polityk komunistyczny, wieloletni parlamentarzysta, twórca ugrupowań komunistycznych, poseł do Parlamentu Europejskiego V kadencji.

## Życiorys
W 1943 wstąpił w szeregi Włoskiej Partii Komunistycznej (PCI). Zaangażował się w działalność antyfaszystowskiego ruchu oporu. Według własnych wspomnień, opublikowanych w 2004, został schwytany i skazany na rozstrzelanie, jednak pluton egzekucyjny wystrzelił w powietrze. Po zakończeniu działań wojennych i porzuceniu studiów został etatowym działaczem partii komunistycznej. W 1951 został radnym Mediolanu, obejmował kolejne stanowiska w strukturach partyjnych. Reprezentował przez wiele lat skrajnie lewicowe i prosowieckie skrzydło PCI, stojące w opozycji do grupy Enrica Berlinguera.
Armando Cossutta miał przyjąć około 2 milionów dolarów za prosowieckie działania propagandowe. W 1999 został wymieniony na liście szpiegów KGB, nie skierowano przeciwko niemu oskarżenia.
Przez wiele lat Armando Cossutta zasiadał we włoskim parlamencie. Od 1972 do 1994 był członkiem Senatu VI, VII, VIII, IX, X i XI kadencji. Następnie do 2006 wchodził w skład Izby Deputowanych XII, XIII i XIV kadencji. Przez kolejne dwa lata był ponownie senatorem XV kadencji. W międzyczasie, w wyborach w 1999, uzyskał mandat posła do Parlamentu Europejskiego V kadencji z ramienia PdCI. Należał do grupy Zjednoczonej Lewicy Europejskiej i Nordyckiej Zielonej Lewicy. Brał udział w pracach Komisji Spraw Konstytucyjnych. W PE zasiadał do 2004.
W 1991 nie poparł przekształceń w PCI i wraz z grupą radykałów współtworzył Odrodzenie Komunistyczne, którego został formalnym przewodniczącym. W 1998 doprowadził do rozłamu w Odrodzeniu Komunistycznym, kwestionując postulat obalenia rządu Romano Prodiego. Współtworzył wówczas nowe ugrupowanie pod nazwą Partia Komunistów Włoskich, którego był przewodniczącym (do 2006) i czasowo równocześnie sekretarzem (do 2000).
W 2008 Armando Cossutta zakończył wieloletnią karierę parlamentarną. Rok później zadeklarował swoje poparcie dla Partii Demokratycznej.